# Козловски, Линда
Ли́нда Козло́вски (англ. Linda Kozlowski; 7 января 1958, Фэрфилд, Коннектикут, США) — американская актриса, известная, прежде всего, ролью Сью Чарльтон в трилогии о «Крокодиле» Данди. За работу в фильме Данди по прозвищу «Крокодил» номинировалась на Золотой глобус в 1987 году.

## Ранние годы
Родилась 7 января 1958 года в американской семье польского происхождения Хелены Парнявска и Стэнли Козловски.
После окончания общеобразовательной старшей школы Эндрю Уорда в 1976 году поступила в Джульярдскую школу по классу оперная певица. Вскоре после её окончания, в 1981 году Линда дебютировала на сцене в бродвейской постановке «Как всё это началось».

## Карьера
Следующей ролью, которую сыграла Козловски в 1984 году, стала Мисс Форсит в бродвейском спектакле «Смерть коммивояжера». В 1985 году Линда снялась в этой же роли в одноимённом фильме.
Известность пришла к Козловски в 1986 году после того, как она сыграла главную женскую роль в австралийском приключенческом фильме «Данди по прозвищу „Крокодил“». Партнёром по съёмкам в этом фильме был актёр Пол Хоган, с которым у актрисы возникли любовные отношения.
Двумя годами позже Линда и Пол снялись в продолжении истории, фильме «Крокодил Данди 2». Далее последовали роли в фильмах «Почти ангел» (вновь партнёром Линды по съёмкам стал Пол), «По законам улиц» (с Полом Сорвино), «Соседка» (с Родом Штайгером) и «Деревня проклятых». 
В 2001 году на экраны вышел третий фильм о приключениях «Крокодила» Данди — «Крокодил Данди в Лос-Анджелесе», где Линда Козловски и Пол Хоган были снова заняты в главных ролях.

В 2001 году Козловски завершила свою карьеру актрисы, поскольку была разочарована ролями, которые ей предлагали. В одном интервью теперь уже бывшая актриса заявила:
«Мне стали предлагать роли в совершенно дурацких фильмах, от которых у меня случилась язва — ведь всем, кроме меня, было наплевать на то, кого мне приходилось играть… К тому же я уже не молода, так что я решила, что с меня, как с актрисы, хватит».
После ухода из кино Линда решила попробовать себя в другом деле и начала заниматься туристическим бизнесом.

## Личная жизнь
Первый брак окончился разводом. 
Второй муж (в 1990—2013 годах) — Пол Хоган, австралийский комик и актер. В разводе.
- Сын — Чэнс Хоган (род. 1994)

Третий муж — Мулай, марокканский предприниматель.

## Фильмография
| Год  |    | Русское название               | Оригинальное название           | Роль           |
| ---- | -- | ------------------------------ | ------------------------------- | -------------- |
| 1982 | с  | Медсестра                      | Nurse                           | Джули Дин      |
| 1985 | тф | Смерть коммивояжёра            | Death of a Salesman             | мисс Форсайт   |
| 1986 | ф  | Данди по прозвищу «Крокодил»   | Crocodile Dundee                | Сью Чарльтон   |
| 1988 | ф  | Передай патроны                | Pass the Ammo                   | Клэр           |
| 1988 | ф  | Крокодил Данди 2               | 'Crocodile' Dundee II           | Сью Чарльтон   |
| 1988 | тф | Любимый сын                    | Favorite Son                    | Салли Крейн    |
| 1990 | ф  | Почти ангел                    | Almost an Angel                 | Роуз Гарнер    |
| 1993 | ф  | Соседка                        | The Neighbor                    | Мэри           |
| 1994 | ф  | По закону улиц                 | Backstreet Justice              | Кери Финнегэн  |
| 1994 | ф  | Цорн                           | Zorn                            | Эмили Бартлетт |
| 1995 | ф  | Деревня проклятых              | Village of the Damned           | Джилл Макгоуэн |
| 1996 | тф | Шонесси                        | Shaughnessy                     | Марла          |
| 2001 | ф  | Крокодил Данди в Лос-Анджелесе | Crocodile Dundee in Los Angeles | Сью Чарльтон   |